# Potabilització

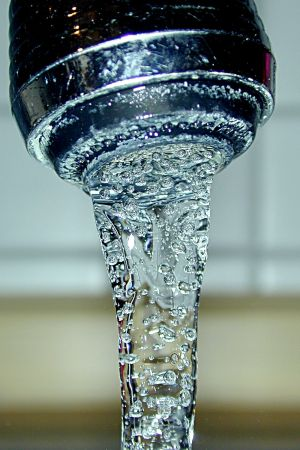
Aigua potable

La potabilització és el procés que transforma les aigües naturals en aptes per al consum, és a dir, potables. En ella s'eliminen o ajusten les contraccions dels seus components perquè no suposin un factor de risc per a la salut humana i no tinguin característiques organolèptiques repulsives. Com a mínim s'hauran d'eliminar els contaminants i els microorganismes presents a l'aigua, posteriorment la qualitat i l'origen de l'aigua determinarà els processos que s'han d'aplicar. La potabilització de l'aigua és essencial per protegir la població de les malalties que poden arribar a transmetre els contaminants i ha de complir amb els estàndards de qualitat establerts per l'Organització Mundial de la Salut i altres organismes reguladors.

## Història

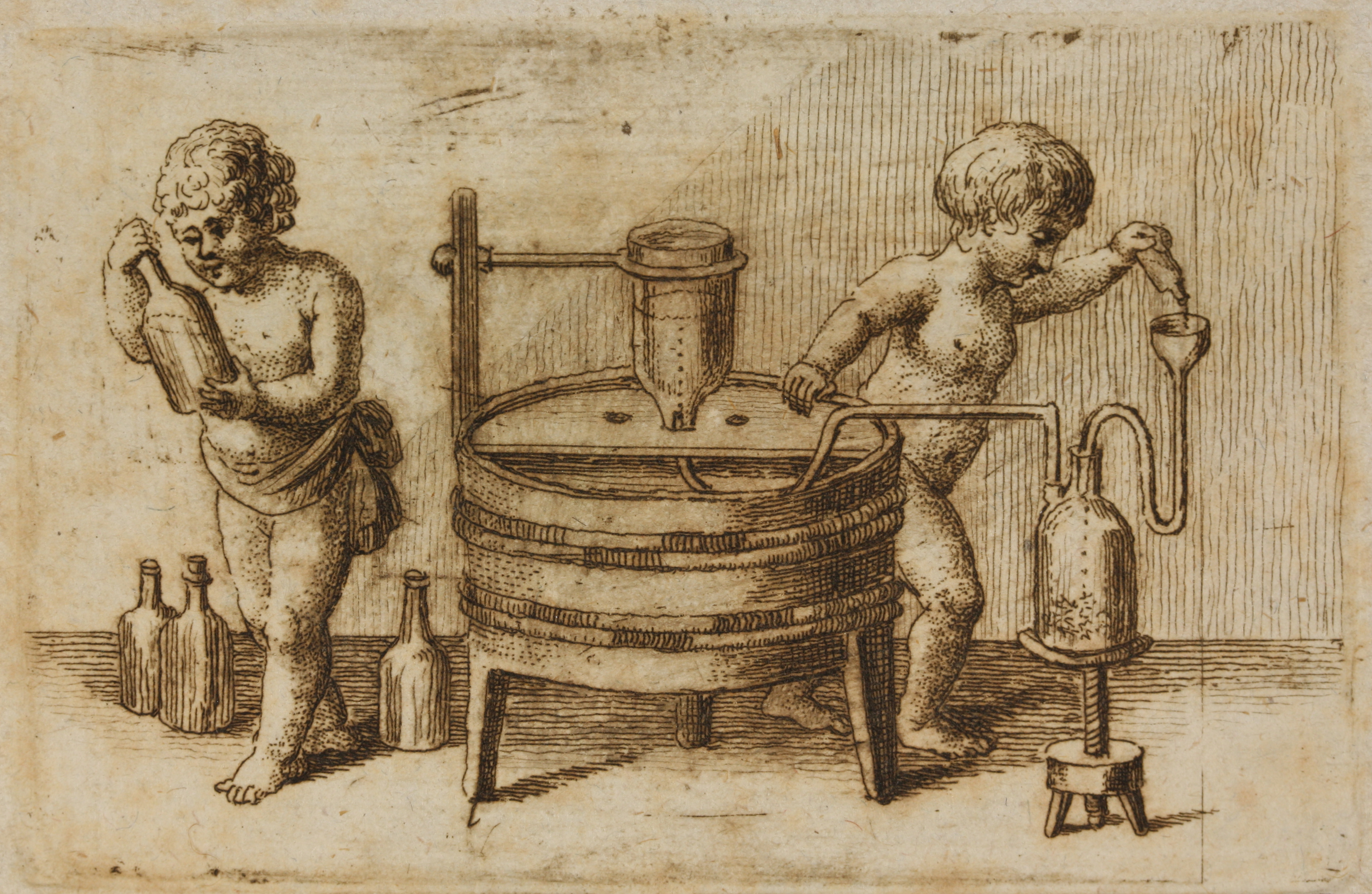
Dibuix d'un aparell per estudiar l'anàlisi química de les aigües minerals en un llibre del 1799.

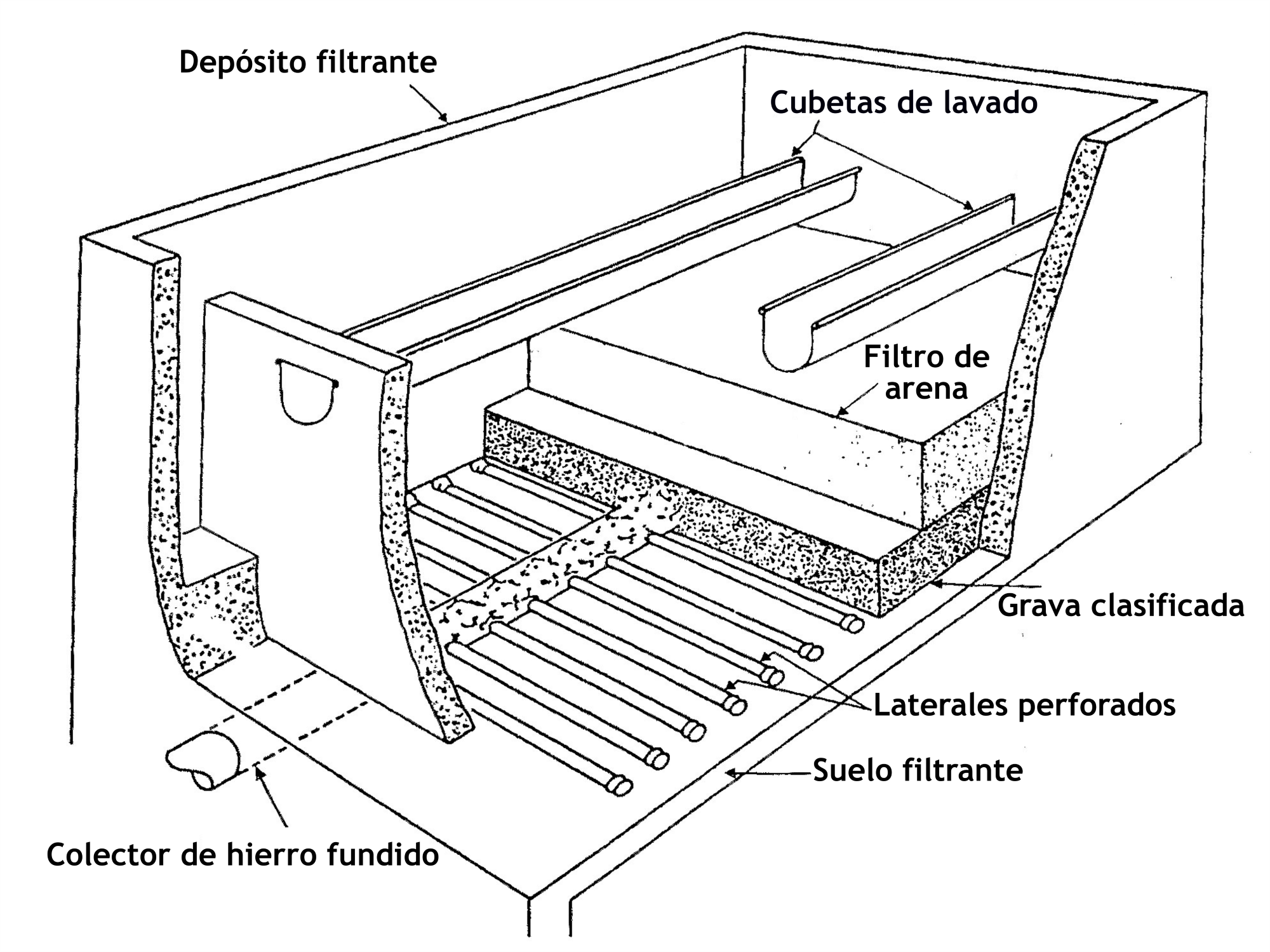
Il·lustració (vista en tall) d'un filtre ràpid de sorra per a purificació d'aigua

Els primers experiments sobre la filtració de l'aigua es van fer al segle XVII. Sir Francis Bacon va intentar desalinitzar l'aigua de mar fent passar el cabal per un filtre de sorra. Tot i que el seu experiment no va tenir èxit, va marcar un nou interès en aquest camp. Els pares de la microscòpia, Antonie van Leeuwenhoek i Robert Hooke, van utilitzar el recent inventat microscopi per observar per primera vegada petites partícules materials que jeien suspeses a l'aigua, asseient les bases per a la comprensió futura dels patògens transmesos per l'aigua.

### Filtre de sorra

Mapa original de John Snow mostrant els clústers de casos de còlera de l'Epidèmia de Londres de 1854.

El primer ús documentat de filtre de sorra per purificar el subministrament d'aigua data de 1804, quan el propietari d'una blanqueria a Paisley, Escòcia, John Gibb, va instal·lar un filtre experimental, venent el seu excedent no desitjat al públic. Aquest mètode va ser perfeccionat en les dues dècades següents per enginyers que treballaven per a companyies privades d'aigua, i va culminar amb el primer subministrament públic d'aigua tractada del món, instal·lat per l'enginyer James Simpson per a la Chelsea Waterworks Company de Londres el 1829. Aquesta instal·lació va proporcionar aigua filtrada a tots els residents de la zona, i el disseny de la xarxa va ser àmpliament copiat a tot el Regne Unit en les dècades següents.
La pràctica del tractament de l'aigua aviat es va convertir en una cosa habitual i comuna, i les virtuts del sistema es van fer patents després de les investigacions del metge John Snow durant el brot de còlera de Broad Street de 1854. Snow es va mostrar escèptic amb la llavors dominant teoria del miasma que afirmava que les malalties eren causades per "dolents aires" nocius. Encara que la teoria dels gèrmens de la malaltia encara no s'havia desenvolupat, les observacions de Snow el van portar a descartar la teoria imperant. El seu assaig de 1855 Sobre la manera de comunicació del còlera va demostrar de forma concloent el paper del subministrament d'aigua en la propagació de l'epidèmia de còlera al Soho, amb l'ús d'un mapa de distribució de punts i proves estadístiques per il·lustrar la connexió entre la qualitat de la font d'aigua i els casos de còlera. Les seves dades van convèncer el consell local perquè inutilitzés la bomba d'aigua, cosa que va posar fi ràpidament al brot.
La Metropolis Water Act va introduir la regulació de les empreses de subministrament d'aigua a Londres, incloent-hi per primera vegada normes mínimes de qualitat de l'aigua. La Llei "establia disposicions per assegurar el subministrament d'aigua pura i saludable a la metròpolis", i exigia que tota l'aigua fos "efectivament filtrada" a partir del 31 de desembre del 1855. Això va ser seguit per la legislació per a la inspecció obligatòria de la qualitat de l'aigua, incloent-hi anàlisis químiques completes, en 1858. Aquesta legislació va asseure un precedent mundial per a intervencions estatals de salut pública similars a tot Europa. Al mateix temps es va crear la Comissió Metropolitana de Clavegueram, es va adoptar la filtració de l'aigua a tot el país i es van establir noves preses d'aigua al Tàmesi per sobre de la Resclosa de Teddington. Els filtres automàtics a pressió, en què l'aigua és forçada sota pressió a través del sistema de filtració, es van innovar el 1899 a Anglaterra.

### Cloració de l'aigua
John Snow va ser el primer a utilitzar amb èxit el clor per desinfectar el subministrament d'aigua al Soho que havia ajudat a propagar el brot de còlera. William Soper també va utilitzar calç clorada per tractar les aigües residuals produïdes pels pacients de febre tifoide el 1879.
En un article publicat el 1894, Moritz Traube va proposar formalment l'addició de clorur de calç (hipoclorit de calci) a l'aigua per fer-la "lliure de gèrmens". Altres dos investigadors van confirmar les troballes de Traube i van publicar els seus treballs el 1895. Els primers intents d'implementar la cloració de l'aigua en una planta de tractament d'aigua es van fer el 1893 a Hamburg, Alemanya i el 1897 la ciutat de Maidstone, Anglaterra va ser la primera a tenir tot el subministrament d'aigua tractat amb clor.
La cloració permanent de l'aigua va començar el 1905, quan un filtre de sorra lent defectuós i un subministrament d'aigua contaminat van provocar una greu epidèmia de febre tifoide a Lincoln, Anglaterra. El doctor Alexander Cruickshank Houston va fer servir la cloració de l'aigua per frenar l'epidèmia. La seva instal·lació alimentava una solució concentrada de clorur de calç a l'aigua que es tractava. La cloració del subministrament d'aigua va ajudar a aturar l'epidèmia i, com a precaució, la cloració es va mantenir fins al 1911, quan es va instituir un nou subministrament d'aigua.

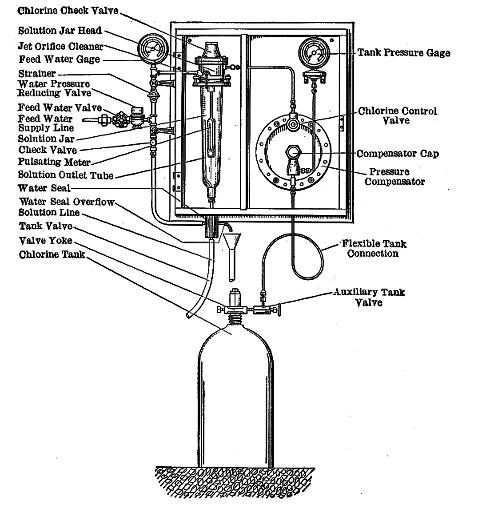
Clorador de control manual per a la liqüefacció del clor per a la purificació de l'aigua, principis del. De Chlorination of Water per Joseph Race, 1918

El primer ús continuat del clor als Estats Units per a la desinfecció va tenir lloc el 1908 a l'embassament de Boonton (al riu Rockaway), que servia de subministrament per a Jersey City, Nova Jersey. La cloració s'aconseguia mitjançant addicions controlades de solucions diluïdes de clorur de calç (hipoclorit de calci) en dosis de 0,2 a 0,35 ppm. El procés de tractament va ser concebut pel Dr. John L. Leal i la planta de cloració va ser dissenyada per George W. Fuller En els anys següents, la desinfecció amb clor utilitzant clorur de calç es va instal·lar ràpidament als sistemes d'aigua potable de tot el món.

La tècnica de purificació de l'aigua potable mitjançant l'ús de gas clor liquat comprimit va ser desenvolupada per un oficial britànic del Servei Mèdic de l'Índia, Vincent B. Nesfield, el 1903. Segons el seu relat: 
| « | Se'm va acudir que el gas de clor podria ser satisfactori... si es trobaven els mitjans adequats per utilitzar-lo.... La següent qüestió important era com fer que el gas fos portàtil. Això es podria aconseguir de dues maneres: Liquant-lo i emmagatzemant-lo en recipients de ferro revestits de plom, amb un raig amb un canal capil·lar molt fi i proveïts d'una aixeta o una tapa de rosca. S'obre l'aixeta i s'introdueix l'ampolla a la quantitat d'aigua necessària. El clor bombolleja i en deu o quinze minuts l'aigua és absolutament segura. Aquest mètode seria útil a gran escala, com per als carros d'aigua de servei. | » |

El major de l'exèrcit nord-americà Carl Rogers Darnall, professor de química de l'Escola de Medicina de l'Exèrcit, va fer la primera demostració pràctica el 1910. Poc després, el William J. L. Lyster més gran del Departament Mèdic de l'Exèrcit va utilitzar una solució d'hipoclorit de calci en una bossa de lli per tractar l'aigua. Durant moltes dècades, el mètode de Lyster va seguir sent l'estàndard per a les forces terrestres nord-americanes al camp i als campaments, implementat en la forma de la coneguda Borsa Lyster (també lletrejada com a Borsa Lister). La bossa estava feta de lona i podia contenir 36 galons d'aigua. Era porosa i se sostenia amb cordes, purificant l'aigua amb l'ajuda d'una solució d'hipoclorit de calci. Cada bossa tenia una aixeta adossada, que es feia servir per descarregar l'aigua per a les proves, així com per dispensar-la per al seu ús. Això es va convertir en la base dels sistemes actuals de purificació de l'aigua municipal.

## Fases del procés de la potabilització
Els processos de tractament de l'aigua comprenen la potabilització o condicionament i la depuració. En els processos de potabilització l'aigua es tracta per poder ser utilitzada en condicions aptes tant pel consum humà com per als usos industrials, aconseguint qualitat microbiològica, transparència i absència de salinitat i substàncies tòxiques o condicionada pel procés industrial. La depuració té com a objectiu retornar l'aigua en bones condicions al medi ambient, es fa en una estació depuradora d'aigües residuals o per plantes de sistemes naturals que tenen com a objectiu satisfer els límits de qualitat exigits per abocar-les o bé per reutilitzar-les.
La potabilització d’aigües es realitza en una estació de tractament d’aigua potable (ETAP) o una planta dessalinitzadora.
El procés bàsic d'una estació de tractament d'aigua potable compren:
- Captació: d'un punt determinat d'un riu, aqüífer subterrani, embassament. Es fa arribar a l'estació per canalització
- Coagulació-floculació: addició de reactius químics per aconseguir una separació dels col·loides en suspensió.
- Decantació: Sedimentació per eliminar les partícules dissoltes.
- Filtració: Retenció de les partícules amb el pas de l'aigua a través de la sorra i carbó actiu que actua com absorbent de compostos que produeixen sabors i olors.
- Cloració: Addició de clor, com a bactericida.
- Ozonització: Elimina microorganismes perjudicials per a la salut humana.[20]

## Processos físics
Els processos físics com la sedimentació, la filtració i la decantació per eliminar la matèria orgànica i les partícules responsables de la terbolesa i el color fosc de l'aigua sense tractar.

## Processos químics
Els processos químics que tenen com a finalitat eliminar una altra sèrie d'elements de l'aigua. Per a això, s'utilitzen sals minerals que precipiten quan es combinen amb aquests elements. Posteriorment, s'eliminen aquests precipitats.
En una fase posterior, s'eliminen els microorganismes patògens afegint-hi clor o sotmetent l'aigua a ozó o a radiacions ultraviolades. La cloració és barata i eficaç, però deixa en l'aigua un sabor especial de clor. Els altres tractaments són encara més eficaços però també més cars. Amb la cloració s'eviten la majoria de les malalties que es transmeten per l'aigua, com el còlera i les disenteries bacterianes.
En el procés de la cloració el clor reacciona amb la matèries orgànica que hi ha a l'aigua, produint com a subproducte de la desinfecció unes substàncies compostes organohalogenades perjudicials per a la salut. Per a reduir la presència d'aquestes substàncies perjudicials alguns estudis proposaren un pre-tractament amb ozó (ozonització). Aquest tractament és controvertit perquè hi ha estudis que el troben efectiu i altres troben que augmenten les substàncies perjudicials. Aquesta varietat de resultats s'explica per la varietat trobada en les matèries orgàniques que hi ha inicialment a l'aigua.